# Sint-Martinuskerk (Ardooie)

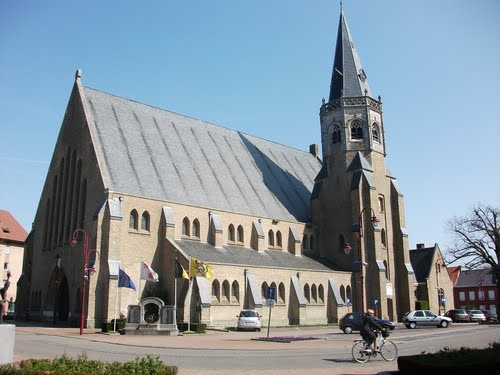
Sint-Martinuskerk

De Sint-Martinuskerk is de parochiekerk van de West-Vlaamse plaats Ardooie, gelegen aan Marktplein 28.

## Geschiedenis
De rechten van het gebied waar Ardooie in ligt werden in 821 geschonken aan de Sint-Amandsabdij te Saint-Amand-les-Eaux en later (17e eeuw) kwamen ze aan de Proosdij van Sint-Amands te Kortrijk. De monniken stichtten een eenvoudig kerkje, gebouwd in veldsteen en de eerst bekende pastoor werd in 1218 vermeld. In de 2e helft van de 16e eeuw had de kerk sterk te lijden onder de godsdienstoorlogen, zodat in 1571 het altaar opnieuw gewijd moest worden. Ook in 1572 moest een groep beeldenstormers worden verjaagd, maar omstreeks 1580 bleek de kerk zwaar beschadigd te zijn. Vanaf 1600 vond heropbouw en herstel plaats, maar in 1638 werd de kerk weer door blikseminslag getroffen. Er volgden jaren van herstelwerkzaamheden.
In 1889 werd de kerk, vanwege bevolkingstoename, vergroot naar plannen van Antonius Verbeke. Aan de noordzijde werden twee beuken bijgebouwd. De oorspronkelijke vieringtoren kwam daardoor asymmetrisch ten opzichte van het schip te liggen. De toren werd echter in 1918 door de terugtrekkende Duitse troepen opgeblazen en dit richtte ook grote schade aan de rest van de kerk aan, vooral aan het hoofdkoor. In 1922-1923 werd de kerk hersteld onder leiding van Jos Viérin. Het zuidkoor werd afgebroken en in plaats daarvan kwam de sacristie. De toren werd iets zuidelijker heropgebouwd naar het oorspronkelijke model.
In 1940 brandde de kerk, door Duitse bombardementen, opnieuw uit, maar de toren bleef gespaard. Van 1947-1949 werd een nieuw schip gebouwd onder groot zadeldak, naar ontwerp van Albert Impe.

## Gebouw
Het betreft een georiënteerde, in gele bakstenen uitgevoerde, zaalkerk uit het midden van de 20e eeuw op rechthoekige plattegrond. De toren is van 1923 en heeft een vierkante basis in baksteen en een achtkante bovenbouw in natuursteen.

## Interieur
Veel van het interieur is neogotisch uit het laatste kwart van de 19e eeuw, en ook uit het midden van de 20e eeuw zijn een aantal voorwerpen te vinden. Ook zijn er enkele 17e eeuwse schilderijen, namelijk Onze-Lieve-Vrouw schenkt mantel aan Dominicus Guzman, Calvarie en Sint-Maarten te paard.